# Adenocarpus
Adenocarpus és un gènere de plantes amb flor amb 57 espècies de la tribu Genisteae que pertany a la família Fabaceae.
Ll'única autòctona dels Països Catalans és Adenocarpus telonensis.

## Taxonomia
Aquest gènere té 57 espècies:
- Adenocarpus anagyrifolius Cosson i Balansa
- Adenocarpus anagyrus
- Adenocarpus anisochilus
- Adenocarpus argyrophyllus
- Adenocarpus artemisiifolius Jahandiez i al.
- Adenocarpus bacquei Batt. i Pitard
- Adenocarpus battandieri
- Adenocarpus benguellensis
- Adenocarpus bivonii
- Adenocarpus cincinnatus (Ball) Maire
- Adenocarpus complicatus (L.) Gay
- Adenocarpus decorticans Boiss.
- Adenocarpus telonensis (Loisel) Robert - escruixidor
- Adenocarpus viscosus